# Бёркс, Майкл
Майкл «Железный человек» Бёркс (англ. Michael «Iron Man» Burks; 30 июля 1957, Милуоки, Висконсин, США — 6 мая 2012, Атланта, Джорджия, США)  — американский блюзовый певец, гитарист, автор песен. Лауреат Blues Music Awards в номинациях «Альбом года» (2013), «Альбом современного блюза» (2013), номинант Blues Music Awards в номинациях «Лучший дебют» (2000), «Исполнитель современного блюза» (2009, 2010, 2013), «Альбом современного блюза» (2004), «Альбом блюз-рока» (2009), «Песня года» (2004), «Блюзовый гитарист»/«Gibson Guitar Award» (2004, 2009, 2012, 2013), «Исторический блюзовый альбом» (2017) . Сын блюзового бас-гитариста Фредерика Бёркса. 

## Биография
Майкл Бёркс родился в Милуоки в 1957 году. Его отец был бас-гитаристом и аккомпанировал многим гастролирующим в Милуоки блюзменам, в частности поддерживал Сонни Боя Уильямсона II, а дед — исполнителем традиционного дельта-блюза. Впервые взял в руки гитару в возрасте двух лет. Отец купил ему полностью функциональную гитару детских размеров, и к пяти годам Майкл Бёркс уже умел кое-что играть на гитаре, и впервые выступил в составе группы своего двоюродного брата в шестилетнем возрасте . В 1971 году, в возрасте 14 лет, он впервые выступил профессионально, гастролируя по Калифорнии в качестве гитариста с Майклом Клэем и группой Fabulous Souls. В начале 1970-х годов Бёркс переехал со своей семьей в Камден, штат Арканзас, откуда отец был родом. Там отец Бёркса построил 300-местный джук-джойнт под названием Bradley Ferry Country Club, где Майкл Бёркс стал руководить домашней группой клуба. 
После закрытия клуба в середине 1980-х годов Беркс устроился механиком в Lockheed Martin, но продолжил играть в местных клубах и на музыкальных фестивалях, чему способствовало увлечение блюзом начальника Бёркса (Lockheed Martin даже отправляла своих клиентов на концерты Бёркса). В 1994 году на 11-м национальном конкурсе блюзовых талантов Бёркс получил премию Gibson Guitar Award как лучший гитарист блюзовой группы, а его группа Michael Burks Band заняла третье место. В 1999 году он самостоятельно записал и спродюсировал свой дебютный альбом From the Inside Out. Журнал Blues Access заявил, что это был «самый впечатляющий инди-альбом за последнее время», а Living Blues описал его как один из «лучших дебютных дисков года». В результате в 2000 году Майкл Бёркс был номинирован на звание лучшего дебютанта Blues Music Awards, а Alligator Records в 2001 году подписали с Бёрксом контракт. В этом же году Бёркс выпустил альбом Make It Rain, который GuitarOne назвал одной из 200 величайших гитарных записей всех времён, а в 2003 году I Smell Smoke, который был номинирован как лучший альбом современного блюза, песня с альбома «I Smell Smoke’» как лучшая песня года, а сам Бёркс — как лучший блюзовый гитарист. Журнала Living Blues признал его лучшим гитаристом по версии критиков, и вручил ему премию Critics' Award.
Следующий альбом Iron Man (названный по давнему прозвищу музыканта, родившемуся из «его многочасовых, физически интенсивных выступлений, его устрашающей гитарной атаки и его жесткого, дымного вокала» .) Бёркс выпустил лишь пять лет спустя и он оказался последним прижизненным альбомом музыканта. Он принёс Бёрксу номинации на звание лучшего гитариста и лучшего исполнителя современного блюза. Blues Revue сказал об альбоме: «Глубокая и грязная гитара и шаут Бёркса в каждой композиции. Жёсткий блюз, возмутительный тон… пылающие, взрывные соло. Его музыка полна души и страсти. Его вокал обладает богатой душевностью Би Би Кинга и может соперничать с его язвительной гитарной работой как с его величайшим талантом» . Леонид Аускерн сказал что: «Майкл Бёркс играет яркий, динамичный блюз-рок, практически ни в одном треке не отступая от этой стилистики. У него хороший, выразительный голос, очень приличная гитарная техника (только не надо сравнивать его игру с техникой Дьюка Робилларда или Коко Монтойи), отлично сыгранный ансамбль» . 
К маю 2012 года Бёркс завершил запись своего пятого альбома, который должен был выйти в июле 2012 года. 6 мая 2012 года, вернувшись из тура по Европе, Бёркс потерял сознание в международном аэропорту Хартсфилд-Джексон в Атланте, и вскоре после этого была констатирована его смерть от сердечного приступа в больнице в Атланте. Вышедший уже после его смерти альбом Show of Strength был признан альбомом года и лучшим альбомом современного блюза Blues Music Awards в 2013 году. Ещё один посмертный CD I'm A Bluesman был записан ещё в 1998 году, выпущен в 2016 году и претендовал на звание «Исторического (архивного) альбома» . 
Chicago Sun-Times: «Майкл Бёркс — огнемётный гитарист. Он — совершенный блюзмен: автор песен, певец, мастер риффов, руководитель оркестра и шоумен… Дикая ярость и искренняя нежность» .
Billboard: «Бриллиантовый блюз-рок… яростная, оригинальная, красивая гитара и изысканный рык голоса… мощный блюз, который бьет как удар молота» .
«Его присутствие на сцене можно было бы описать как локомотив — всемирно известный своим атакующим, жгучим мастерством игры на гитаре, Бёркс поразил толпу на некоторых из крупнейших блюзовых фестивалей в стране. Его уникальная версия электрифицированного, во всех смыслах этого слова, дельта-блюза шокировала и изумила публику по всему миру» .
«За исключением, возможно, Лютера Эллисона…Майкл был наиболее влиятелен в мире среди всех современных исполнителей блюза из Арканзаса» .

## Дискография
| Год  | Название            | Лейбл             | US Top Blues Albums |
| ---- | ------------------- | ----------------- | ------------------- |
| 1999 | From the Inside Out | Vent Records      |                     |
| 2001 | Make It Rain        | Alligator Records |                     |
| 2003 | I Smell Smoke       | Alligator Records | No. 12              |
| 2008 | Iron Man            | Alligator Records | No. 4               |
| 2012 | Show of Strength    | Alligator Records | No. 4               |
| 2016 | I'm a Bluesman      | Iron Man Records  |                     |